# Neapol
Neapol (wł. Napoli (['na:poli], Wymowaⓘ), nap. Nàpule, łac. Neapolis z gr. he nea polis (wymowa ['na:pələ] lub ['na:pulə]), dosł. „nowe miasto”) – miasto położone w południowych Włoszech, nad Zatoką Neapolitańską. Stolica regionu Kampania oraz Prowincji Neapol. Miasto położone jest u podnóża Wezuwiusza. Neapol liczący w 2021 r. 922 094 mieszkańców jest trzecim pod względem populacji miastem Włoch, ustępując pod tym względem Rzymowi oraz Mediolanowi. Neapol wraz z okolicznymi miastami i okolicami tworzy aglomerację liczącą według różnych źródeł ok. 3 mln mieszkańców.
Neapol założony przez Greków jako Partenope w VIII wieku p.n.e. był uznawany jako jedno z najważniejszych miast Wielkiej Grecji, głównie z racji uprzywilejowanych stosunków z Atenami. Neapol wywierał w tym okresie wielki wpływ kulturowy oraz religijny na zamieszkiwane przez ludy italskie tereny. Dzięki temu miasto stało się prawdziwym centrum filozofii epikurejskiej. Po upadku Cesarstwa Rzymskiego miasto przekształcone zostało w VIII wieku w niezależne od Bizancjum księstwo. Następnie od XIII wieku przez blisko 600 lat miasto było stolicą Królestwa Neapolu. Pod władzą Burbonów miasto było stolicą Królestwa Obojga Sycylii. Okres ten przyczynił się do długotrwałego rozwoju ekonomicznego oraz społecznego miasta. Neapol stał się prężnie rozwiniętym cywilizacyjnie miastem. Niewątpliwym osiągnięciem z tamtego okresu jest budowa pierwszej linii kolejowej we Włoszech. Po przyłączeniu do utworzonego w II połowie XIX wieku Królestwa Włoch Neapol spowolnił swój rozwój, wspólnie zresztą z całą częścią południową Półwyspu Apenińskiego.
Z powodów historycznych, artystycznych i politycznych od czasów średniowiecza miasto uznawane jest za jeden z najważniejszych ośrodków kulturalnych Europy. W Neapolu mieści się siedziba Uniwersytetu Fryderyka II, najstarszej uczelni publicznej w Europie, a także Uniwersytetu L’Orientale, najstarszej uczelni studiów sinologicznych i orientalnych w Europie oraz Nunziatelli, jednej z najstarszych na świecie akademii wojskowych na świecie, znajdująca się na liście dziedzictwa kulturalnego i historycznego krajów śródziemnomorskich. Miejsce wykształcenia się języka neapolitańskiego, przez wieki wywierało i wywiera nadal wielki wpływ na wszelkie dziedziny wiedzy oraz kultury na poziomie światowym. Także tutaj znajduje się jedno z najważniejszych centrów prądu filozoficznego humanizmu – a mianowicie Accademia Pontaniana, centrum filozofii naturalizmu, a także włoskiego iluminizmu. Neapol odegrał również bardzo ważną rolę przy rozwoju muzyki klasycznej oraz opery – a to za sprawą neapolitańskiej szkoły operowej, wśród osiągnięć której najważniejszą pozycją jest chyba opera buffa. Miasto to posiada również imponującą tradycję, jeśli chodzi o rozwój figuratywizmu, którego korzenie sięgają na tym terenie już malarstwa pompejańskiego. Neapol jest również miejscem powstania wielkich prądów architektonicznych oraz malarskich. Eksperci nazywają nawet miejscową odmianę sztuki odrodzenia oraz baroku przymiotnikiem neapolitański – z uwagi na wiele interesujących i unikatowych rozwiązań artystycznych. Wśród powstałych w tym mieście prądów można wymienić również kilka pomniejszych – takich jak na przykład caravaggionizm, szkoła Posillipo czy Liberty napoletano, oraz wytworom sztuki o mniejszym zasięgu, jednak o sławie międzynarodowej, jak na przykład porcelana Capodimonte czy neapolitańska szopka. To również dzięki temu miastu świat poznał m.in. neapolitańską odmianę teatru, neapolitańską pieśń oraz kuchnię – wraz ze swoim symbolem – znaną na całym świecie pizzą neapolitańską.
W Neapolu i okolicach mieszkańcy posługują się specyficznym dialektem neapolitańskim. Neapol stanowi główny ośrodek gospodarczy, kulturalny i naukowy południowych Włoch. Jest to jedenasty co do wielkości przeładunków port we Włoszech. W Neapolu znajduje się uniwersytet założony w roku 1224 oraz liczne szkoły wyższe i placówki naukowo-badawcze. Mieści się tam ważny węzeł komunikacyjny, a także międzynarodowy port lotniczy Capodichino. Neapol jest licznie odwiedzany przez turystów z całego świata. Jest to miasto bardzo atrakcyjne pod względem turystycznym. We wrześniu i w grudniu rzesze turystów przyciąga Cud Świętego Januarego – patrona miasta.
Historyczne centrum Neapolu jest największe w Europie (1700 hektarów) i jest wymienione przez UNESCO na Liście Światowego Dziedzictwa. W swojej historii Neapol był stolicą księstw, królestw i jednego imperium. Był też jednym z głównych ośrodków kultury. W bezpośrednim sąsiedztwie Neapolu znajduje się wiele miejsc, które są silnie związane z Neapolem z przyczyn historycznych, artystycznych i architektonicznych.

## Geografia
Można o tym wszystkim mówić i opowiadać, można malować, ale to, co się widzi, przekracza wszelkie wyobrażenia. Brzegi, zatoki, Wezuwiusz, miasta, przedmieścia, zamki, wille! Wybaczam wszystkim, którzy w Neapolu odchodzą od zmysłów

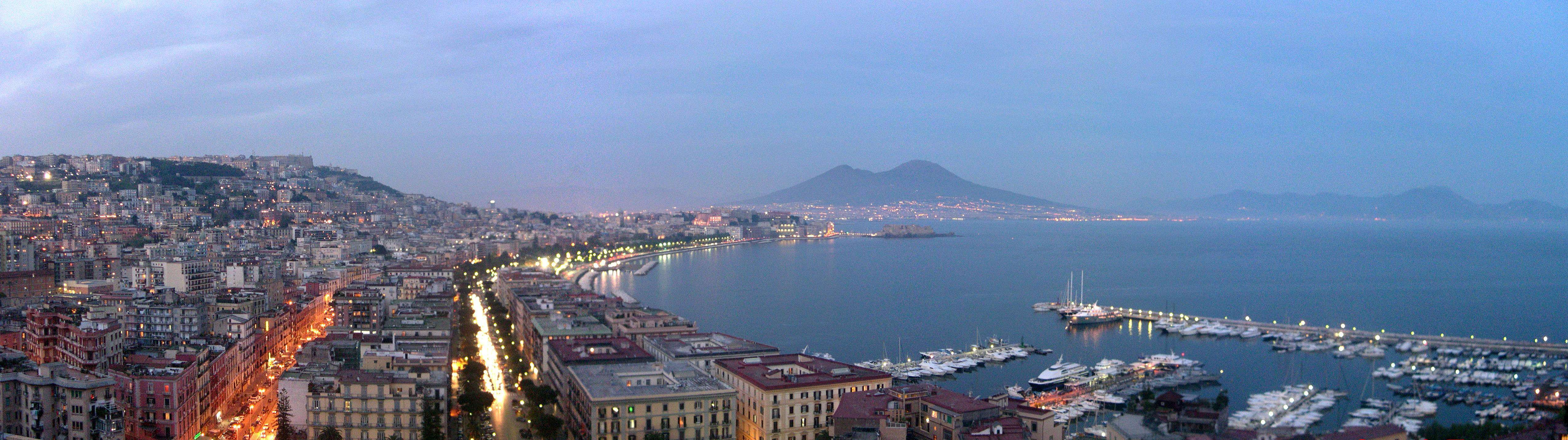

Miasto położone jest na północnym brzegu Zatoki Neapolitańskiej, pomiędzy masywem Wezuwiusza na wschodzie a Polami Flegrejskimi na zachodzie.
W pobliżu Neapolu znajdują się:
- wyspy Ischia i Capri leżące u wejścia do Zatoki Neapolitańskiej
- Penisola Sorrentina

### Klimat
| Miesiąc | Sty  | Lut  | Mar  | Kwi  | Maj  | Cze  | Lip  | Sie  | Wrz  | Paź  | Lis  | Gru  | Roczna |
| --- | ---- | ---- | ---- | ---- | ---- | ---- | ---- | ---- | ---- | ---- | ---- | ---- | ------ |
| Średnie temperatury w dzień [°C] | 13.2 | 13.9 | 16.0 | 19.8 | 24.2 | 27.6 | 30.7 | 30.7 | 27.4 | 23.3 | 18.6 | 14.2 | 21,6   |
| Średnie dobowe temperatury [°C] | 10.3 | 10.7 | 12.4 | 15.8 | 19.9 | 23.0 | 26.1 | 26.1 | 23.3 | 19.4 | 15.4 | 11.3 | 17,8   |
| Średnie temperatury w nocy [°C] | 7.3  | 7.4  | 8.9  | 11.9 | 15.6 | 18.5 | 21.4 | 21.6 | 19.1 | 15.4 | 12.2 | 8.4  | 14,0   |
| Opady [mm] | 95   | 86   | 61   | 42   | 32   | 21   | 13   | 29   | 71   | 56   | 124  | 112  | 745    |
| Średnia liczba dni z opadami | 10   | 9    | 8    | 7    | 4    | 3    | 2    | 3    | 5    | 5    | 11   | 11   | 78     |
| Średnie usłonecznienie [h] | 115  | 123  | 158  | 189  | 245  | 279  | 313  | 295  | 234  | 189  | 126  | 105  | 2375   |
| Źródło: Servizio Meteorologico (liczba dni z opadami dla wartości 1 mm, wysokość 25 m n.p.m., 1 km od morza, 1961-1990, nasłonecznienie) |      |      |      |      |      |      |      |      |      |      |      |      |        |

| Sty  | Lut  | Mar  | Kwi  | Maj  | Cze  | Lip  | Sie  | Wrz  | Paź  | Lis  | Gru  | Rok  |
| ---- | ---- | ---- | ---- | ---- | ---- | ---- | ---- | ---- | ---- | ---- | ---- | ---- |
| 14,6 | 13,9 | 14,2 | 15,6 | 19,0 | 23,5 | 25,8 | 25,9 | 24,8 | 21,6 | 19,2 | 16,4 | 19,6 |

## Historia

### Etymologia nazwy
Pochodzenie etymologiczne nazwy miasta Neapol, w odróżnieniu od nazw wielu innych włoskich miast, jest bardzo proste. Włoska nazwa «Napoli», pochodząca od pierwotnej wersji „Neopoliton”, która to z kolei pochodzi od greckiego Neapolis (Νεάπολη) co oznacza «nowe miasto». Mniej jasne jest, skąd wzięło się słowo greckie. Uznaje się, że słowo „Neapolis” powstało przez przeciwstawienie go nazwie miasta Palepolis («stare miasto»), które obejmowało tereny jednej z dzisiejszych dzielnic Neapolu – Pizzofalcone.

### Ważniejsze daty historyczne
- założony w VIII wieku p.n.e. na wyspie jako Parthenope
- w VII wieku p.n.e. powstała kolonia grecka Neapolis, założona przez osadników z Cumae
- w roku 327 p.n.e. zdobyty przez Samnitów, a w roku 290 p.n.e. przez Rzymian – Neapolis
- Neapol stał się jednym z głównych ośrodków antycznego Rzymu
- od VI wieku formalnie we władzy Bizancjum, faktycznie niezależne miasto
- w roku 763 Neapol ogłosił się wolnym miastem
- w roku 1139 podbity przez Normanów z Sycylii i przyłączony przez Rogera II do Królestwa Sycylii
- od roku 1226 Neapol stolicą Królestwa Sycylii – panowanie Andegawenów
- w XIV–XV wieku jeden z głównych ośrodków włoskiego renesansu, wywierający także wpływ na Hiszpanię
- w roku 1442 Neapol zdobył król Aragonii Alfons V – panowanie AragoniiEpidemia dżumy w Neapolu w 1656 roku

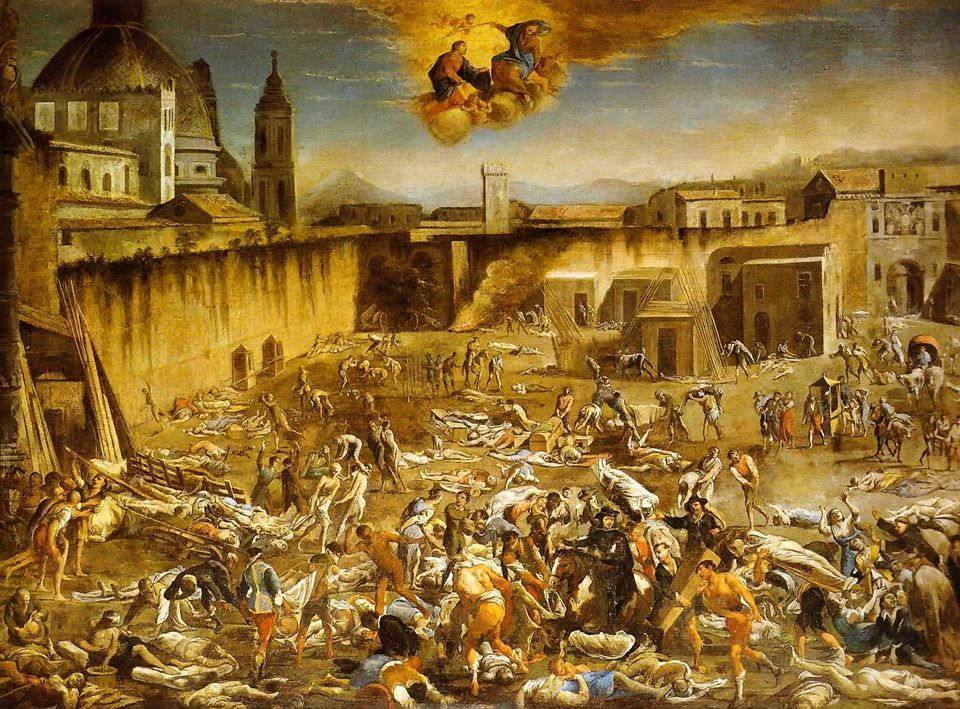
Epidemia dżumy w Neapolu w 1656 roku

- w roku 1504 Neapol, Sycylia i Sardynia zostały pochłonięte przez Hiszpanię
- w latach 1714–1735 Neapol z Sardynią dostały się pod panowanie Austrii
- w 1720 roku nastąpiła zamiana Sardynii na Sycylię z Sabaudią
- od roku 1735 Neapol znajdował się pod panowaniem hiszpańskich Burbonów
- w roku 1799 Napoleon I zdobył Neapol i utworzył Republikę Partenopejską, która upadła w lipcu tego samego roku
- w roku 1806 powstało zależne od Francji Królestwo Neapolu pod rządami Bonapartych
- 1815 – Powstanie Królestwa Obojga Sycylii pod rządami Burbonów hiszpańskich
- w XIX wieku ośrodek ruchów rewolucyjnych – powstania w latach 1820–1821, 1848–1849
- w roku 1860 Neapol w efekcie wyprawy tysiąca poddał się Giuseppe Garibaldiemu i wszedł w skład zjednoczonych Włoch
- Neapol doznał poważnych zniszczeń w czasie II wojny światowej
- okupowany przez wojska niemieckie, które zostały wyparte w wyniku powstania antyfaszystowskiego nazywanego „Cztery dni Neapolu” (wrzesień 1943).

## Transport

### Transport miejski

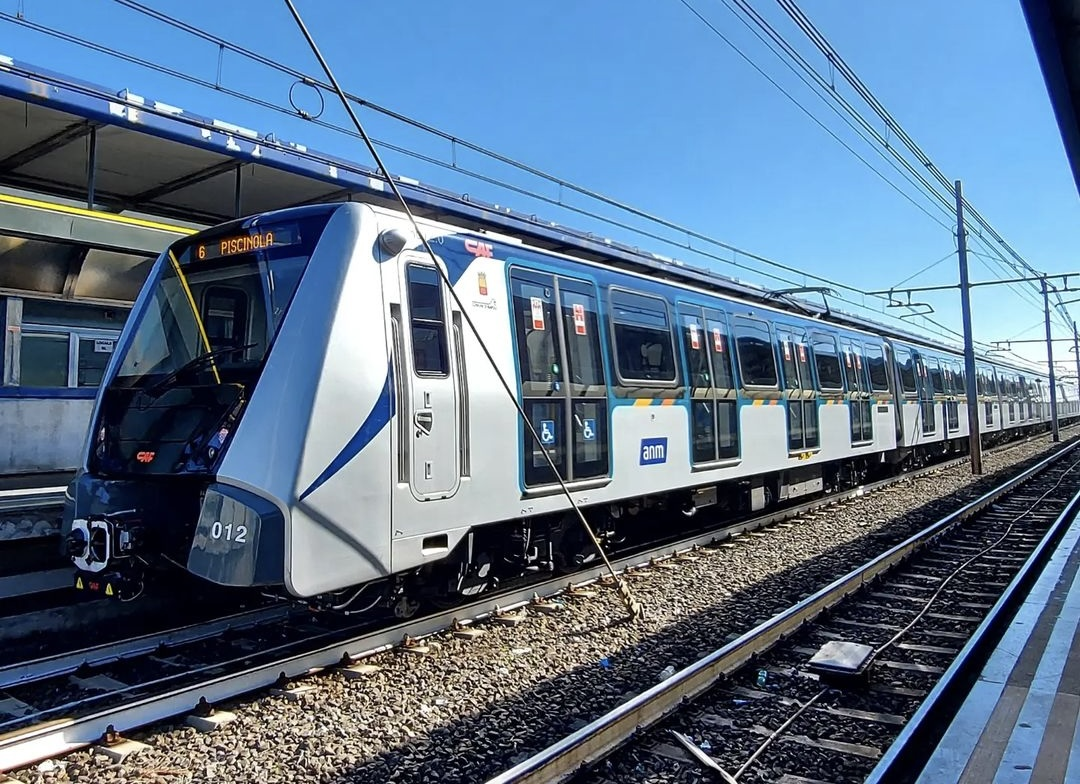
Metro w Neapolu

Metro w Neapolu tzw. Metropolitana di Napoli jest systemem metra w mieście. Obecnie obejmuje 3 linie i 30 stacji. Funkcjonuje tu również system tramwajowy.

### Transport kolejowy
W mieście znajdują się stacje kolejowe Napoli Bagnoli-Agnano Terme, Napoli Campi Flegrei, Napoli Cavalleggeri d’Aosta, Napoli Gianturco, Napoli Mergellina, Napoli Montesanto, Napoli Piazza Amadeo, Napoli Piazza Cavour, Napoli Piazza Garibaldi, Napoli Piazza Leopardi, Napoli San Giovanni-Barra.

### Transport lotniczy i morski
Miasto jest obsługiwane przez port lotniczy Neapol, który w 2017 roku obsłużył ponad 8,5 mln pasażerów.

## Gospodarka
Neapol jest czwartym co do wielkości gospodarki miastem we Włoszech, za Mediolanem, Rzymem i Turynem. Jest 91 najbogatszym miastem na świecie z PKB 43 mln, wyprzedzając gospodarki Budapesztu i Zurychu. Jest jednym z największych ośrodków przemysłowych kraju. Neapol jest członkiem Eurocities. Miasto zostało wybrane na europejską siedzibę organizacji AKP oraz na Miasto Literatury przez UNESCO. W dzielnicy Posillipo znajduje się Villa Rosebery, jedna z oficjalnych rezydencji Prezydenta Włoch.

## Społeczeństwo

### Rozwój demograficzny miasta
Podczas pierwszego spisu ludności po zjednoczeniu Włoch w roku (1861) Neapol był największym pod względem liczby mieszkańców miastem w kraju. Podczas rządów faszystowskich Neapol stracił tę pozycję na rzecz Mediolanu. W latach 70. XX wieku miasto zostało wyprzedzone także przez Rzym oraz Turyn. Spowodowane to zostało wysokimi kosztami utrzymania oraz brakiem miejsc pod zabudowę w mieście.

### Grupy etniczne
Według badania przeprowadzone 1 stycznia 2011 w Neapolu zamieszkuje na stałe 29 428 imigrantów. Stanowi to 3,08% całkowitej populacji miasta – co stanowi najniższy odsetek wśród największych miast włoskich. Spowodowane jest to zdecydowanie lepiej rozwiniętym rynkiem pracy w północnych Włoszech. Liczba imigrantów stale rośnie. Znaczną część z nich stanowią przybysze z Europy Wschodniej oraz Azji.
1. Ukraina: 6502
2. Sri Lanka: 5367
3. Chiny: 2456
4. Rumunia: 1816
5. Polska: 1542

### Języki oraz dialekty
Język neapolitański (napulitano) należy do grupy języków romańskich. Stanowi on według UNESCO osobny język.
Język neapolitański został uformowany w wyniku wpływu na niego wielu grup etnicznych i językowych zamieszkujących na przestrzeni wieków Kampanię oraz środkową część Włoch. Największy wpływ na obecny kształt języka neapolitańskiego mieli Grecy oraz handlarze bizantyjscy, a także Arabowie, Francuzi oraz Hiszpanie.
Pierwsze spisane świadectwa istnienia języka pochodzą z 960 roku. Za pierwszy utwór literacki uważa się z kolei teksty Matteo Spinelli, który w swoich kronikach spisał najważniejsze dzieje królów Sycylii z XI wieku.
Język neapolitański zastąpił łacinę w dokumentach oficjalnych od czasu zjednoczenia dwóch Sycylii, za sprawa dekretu Alfonso I w roku 1442. Od tego roku stanowił również oficjalny język Królestwa Neapolu. Następnie w XVI wieku król Ferdynand ogłosił język kastylijski jako oficjalny.

## Zabytki

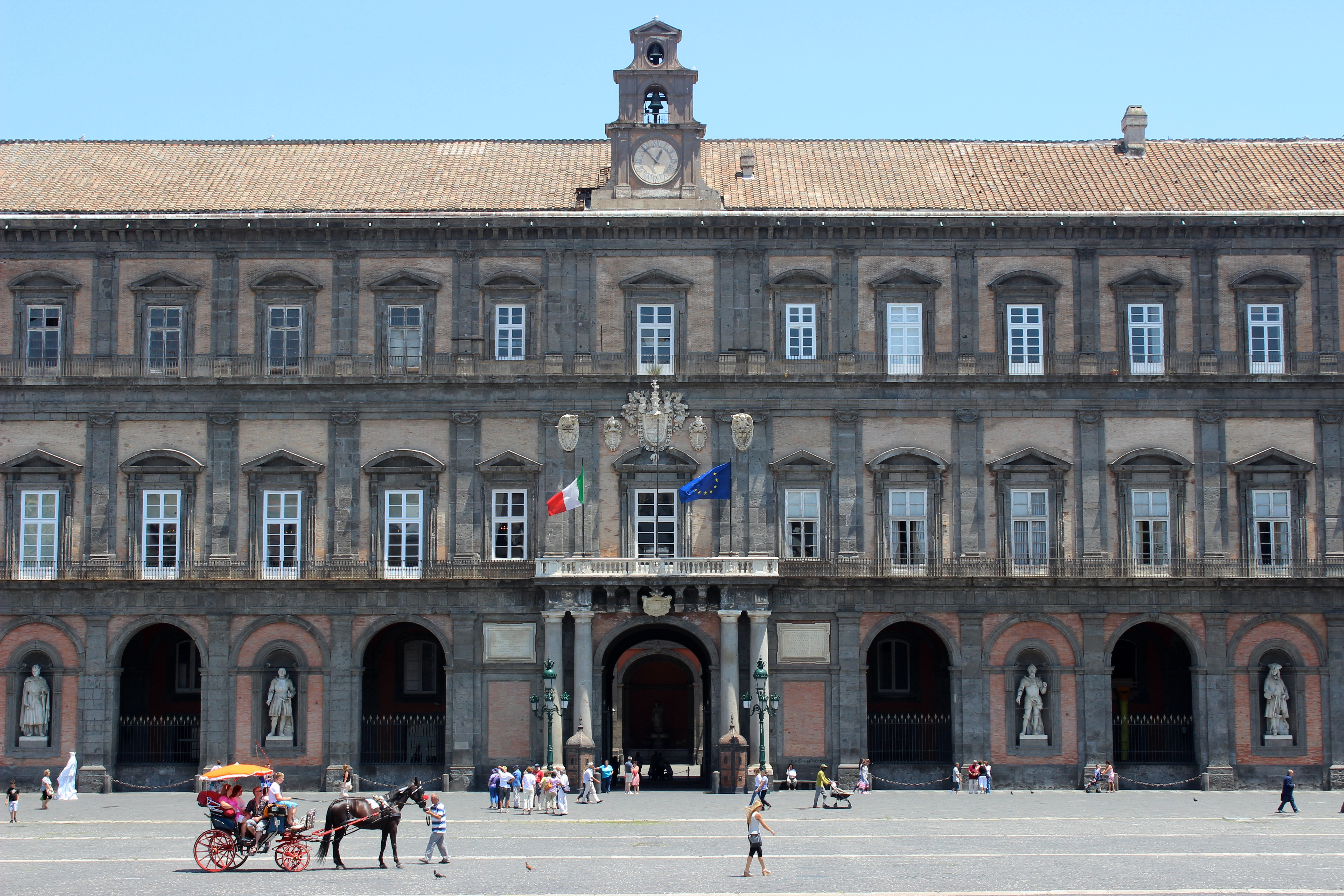
Pałac Królewski

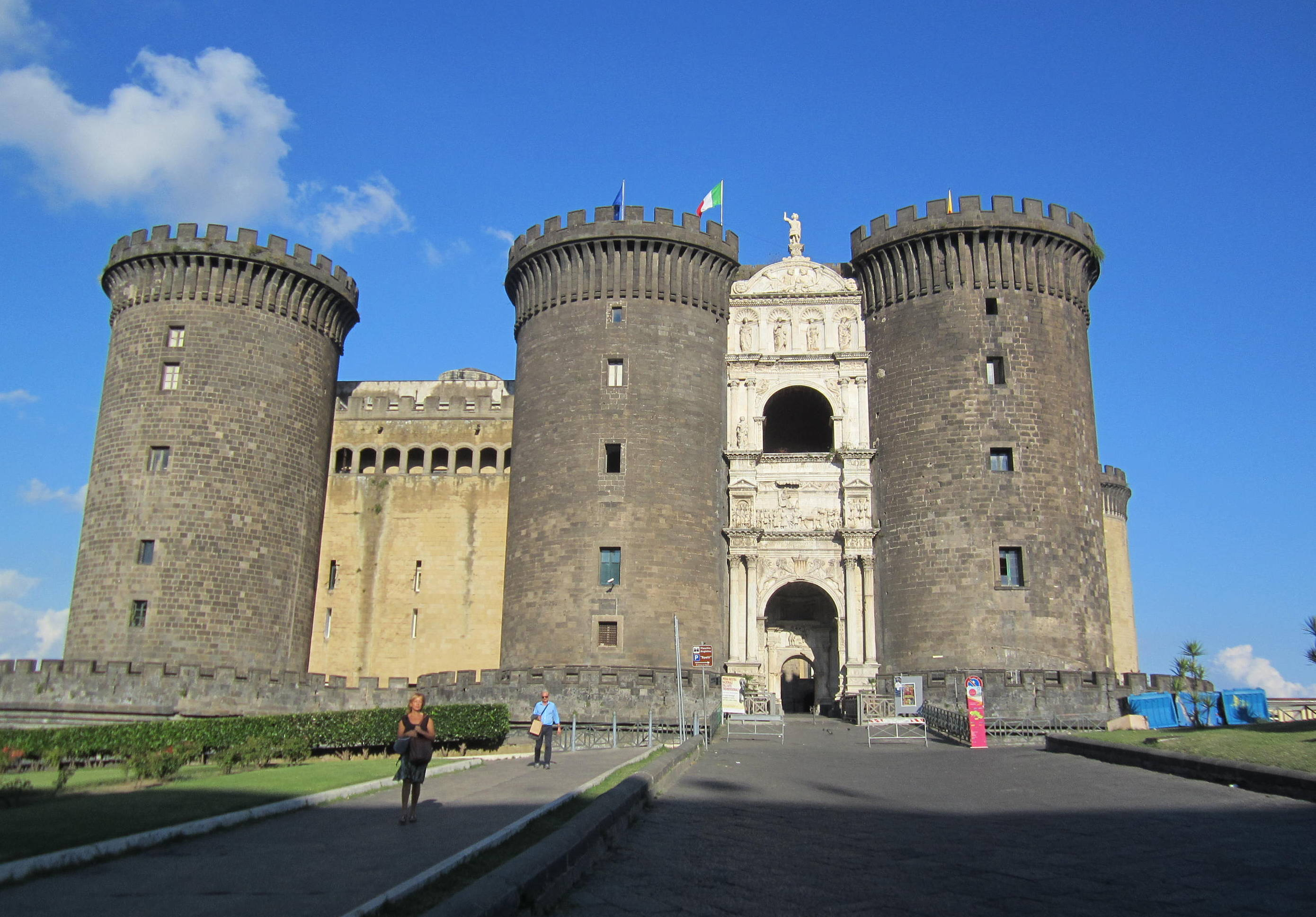
Castel Nuovo

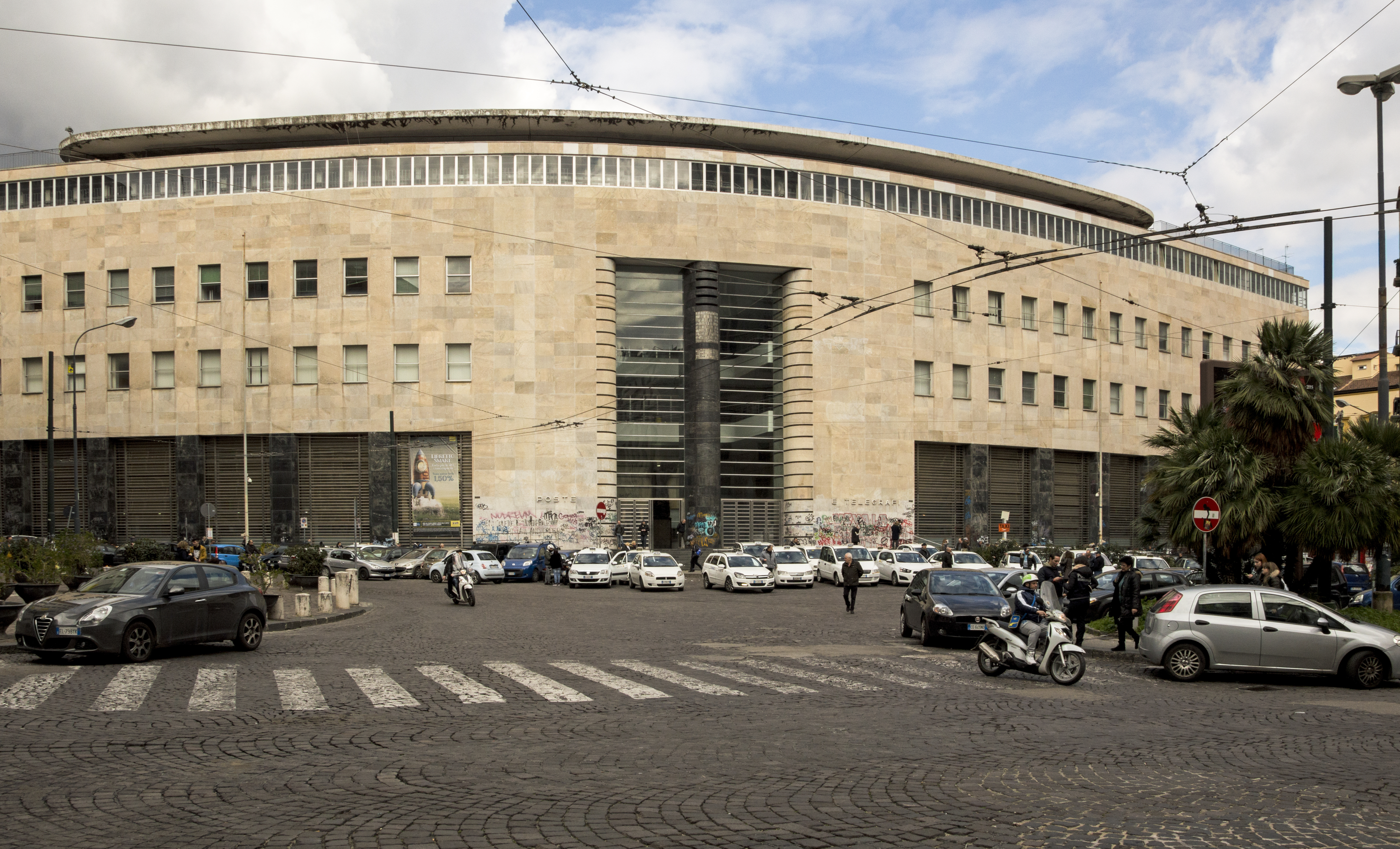
Poczta w Neapolu, Gino Franzi, 1936. Arcydzieło modernizmu, zbudowane z marmuru i diorytu

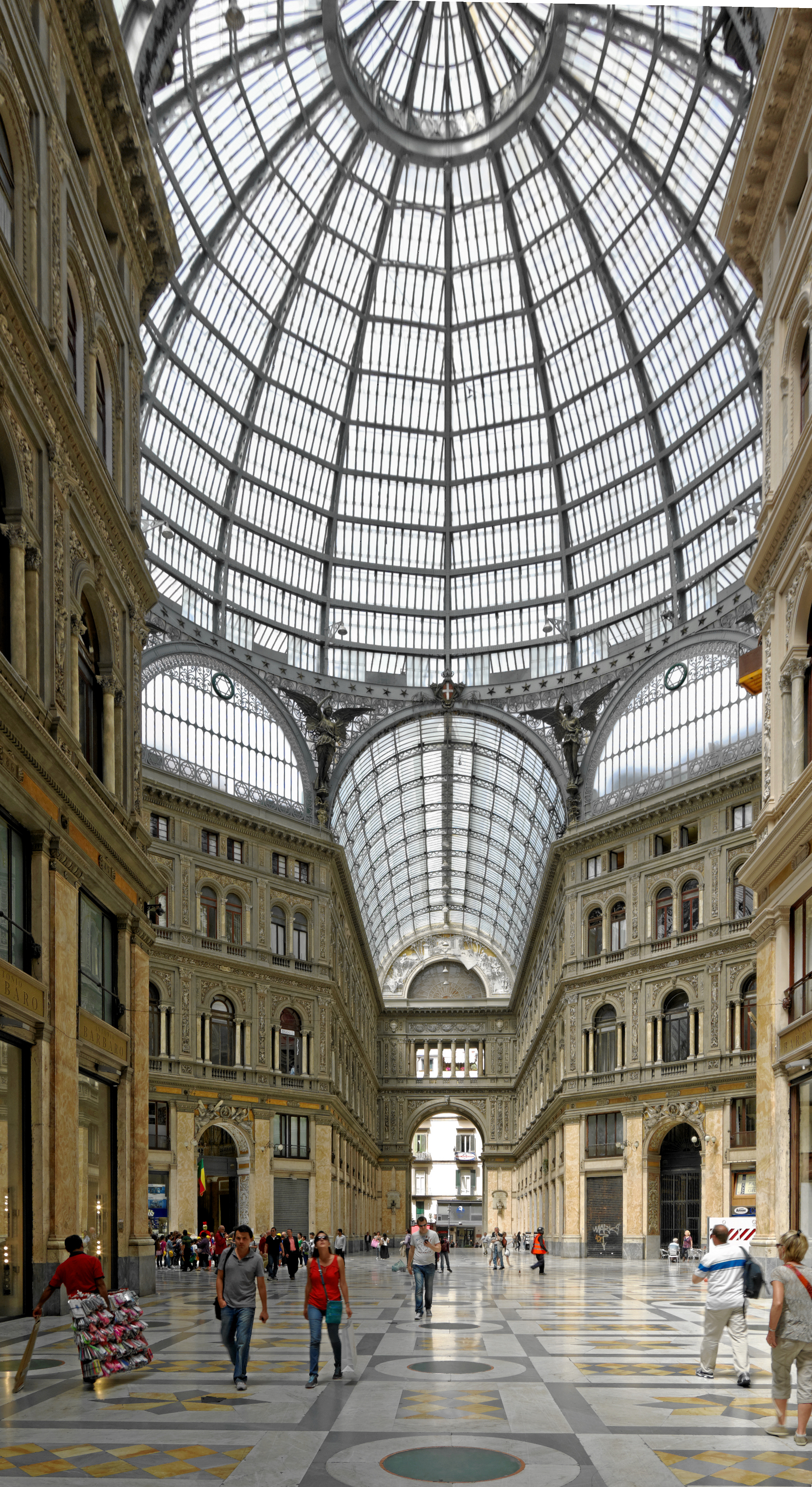
Neapol – wnętrze neorenesansowej Galerii Umberto I

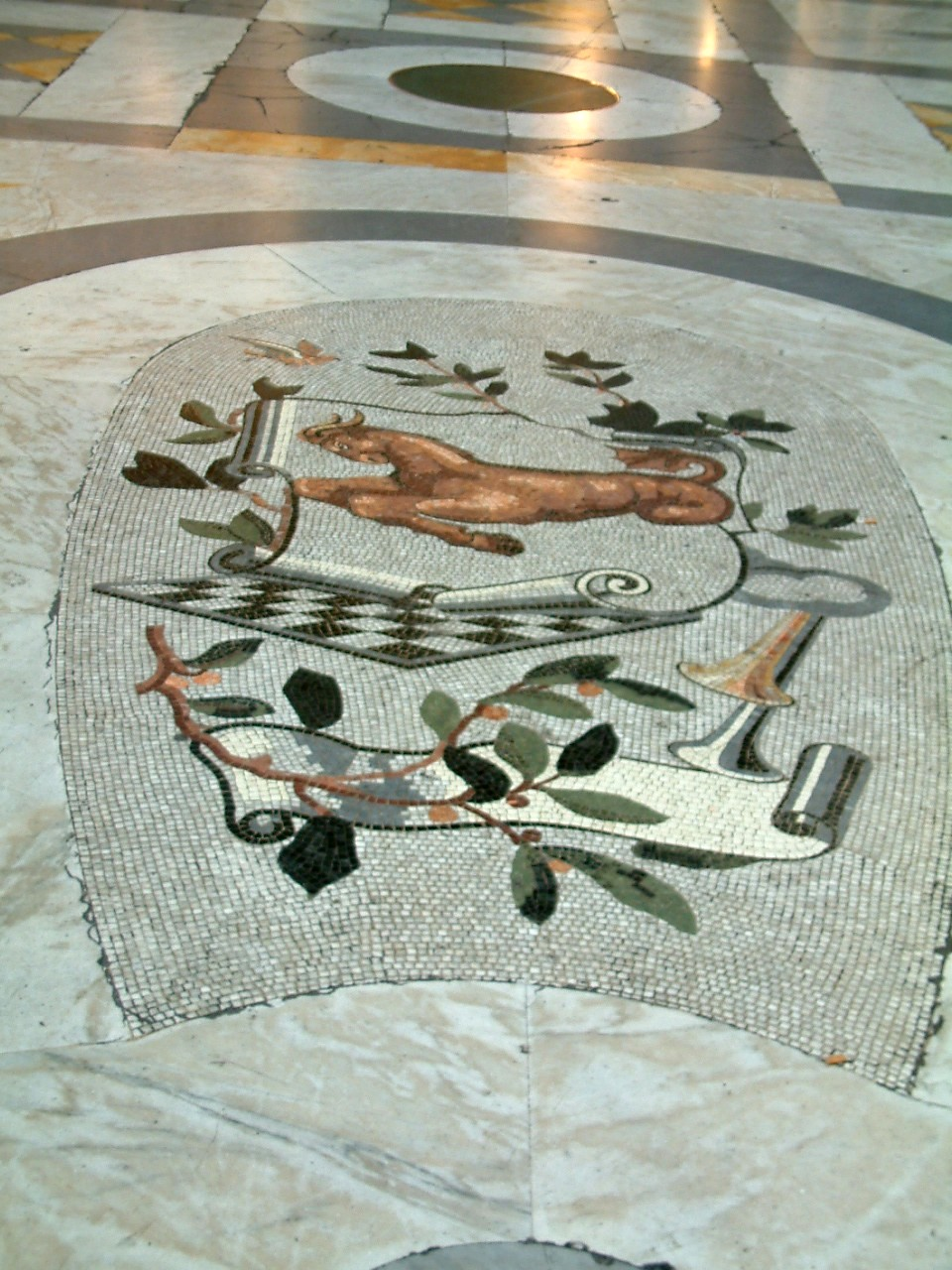
Galeria Umberto I – mozaika na posadzce

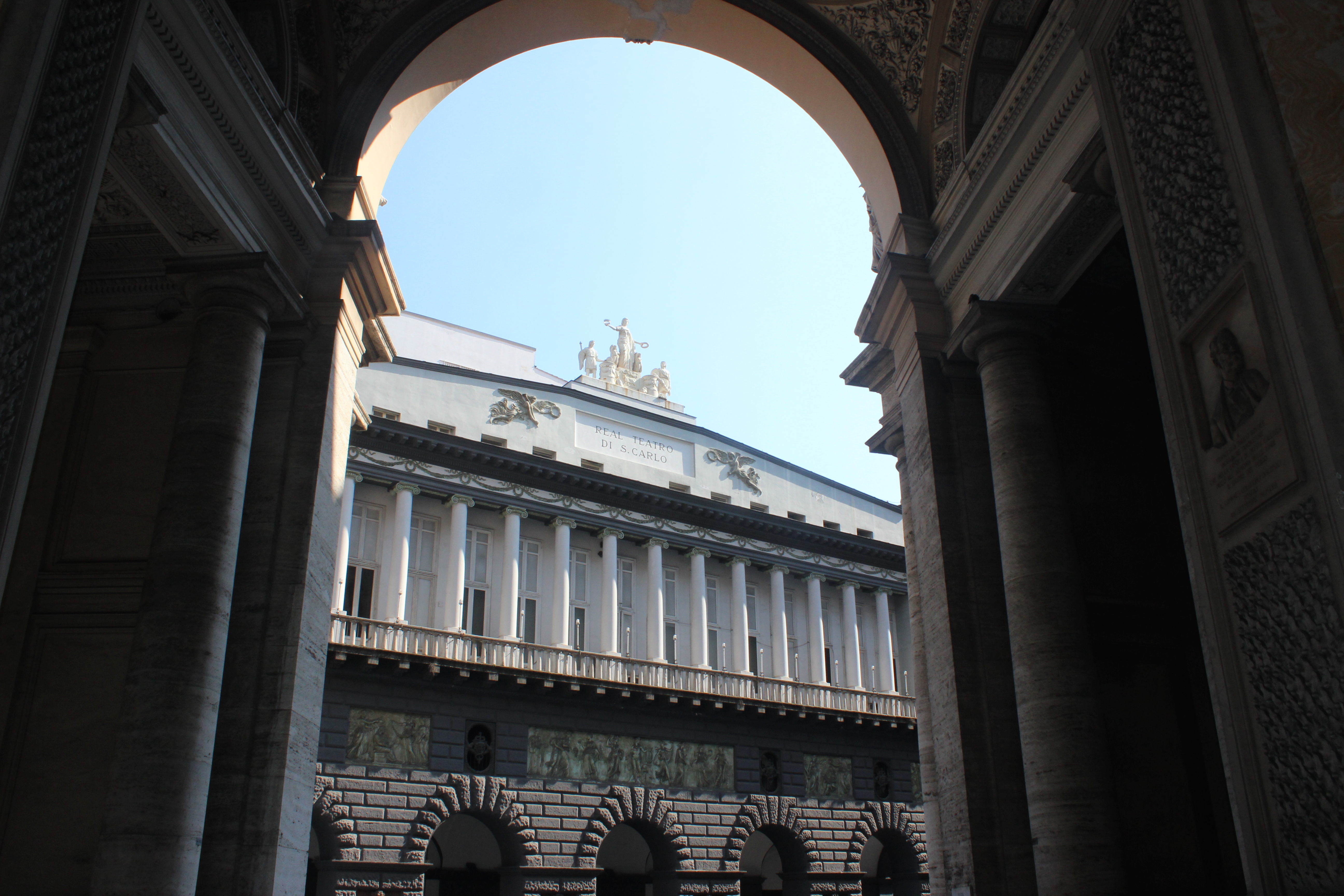
Teatr San Carlo

Neapol – Zatoka Neapolitańska

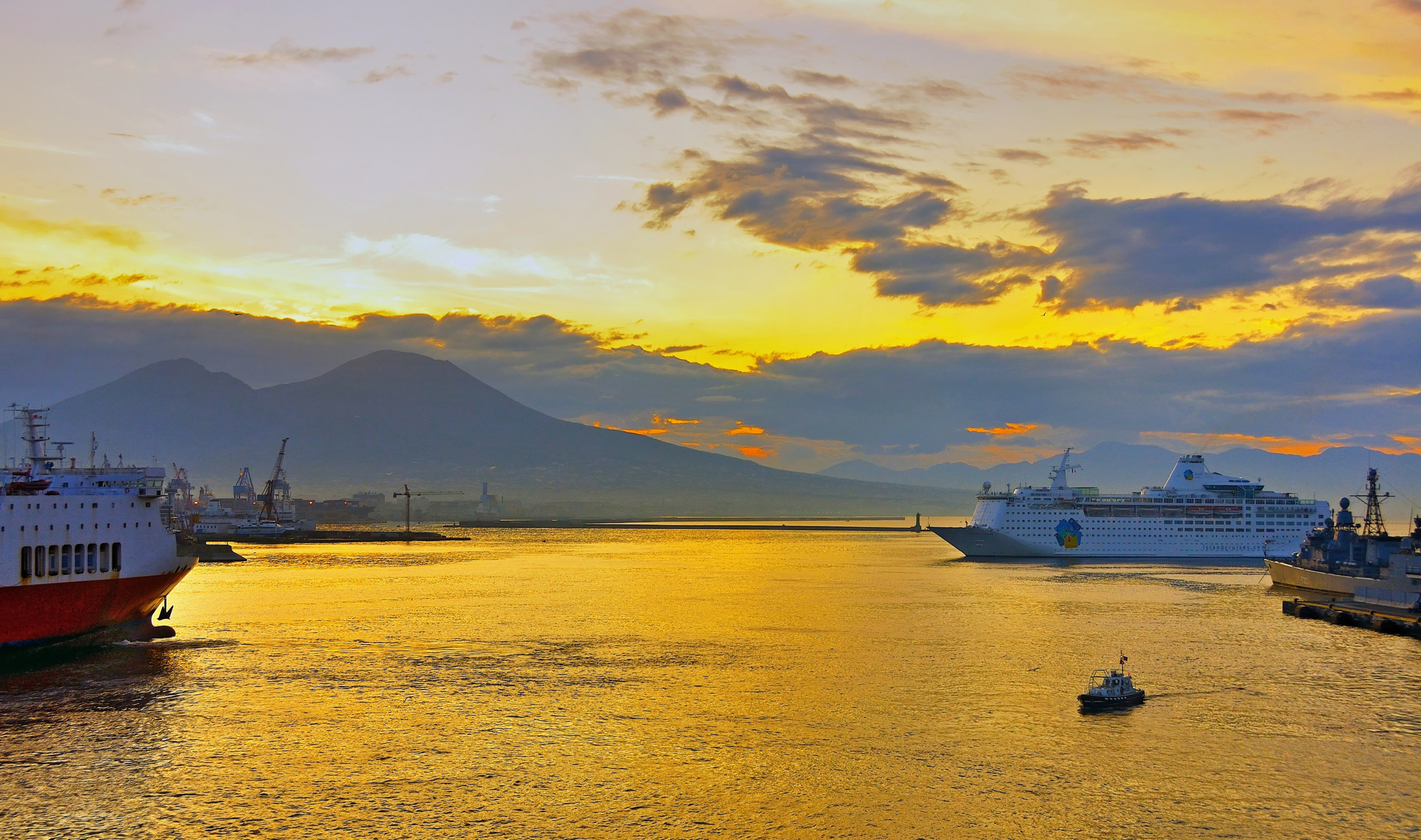
Port i Wezuwiusz o wschodzie słońca

Neapol bogaty jest w liczne atrakcje turystyczne, które przyciągają do miasta rzesze turystów. Można tam zobaczyć między innymi:
- liczne muzea:
  - Museo Archeologico Nazionale, w którym znajdują się najcenniejsze znaleziska z Pompejów i Herkulanum
  - Museo di Capodimonte
  - Galleria Nazionale
- zamki średniowieczne:
  - Castel dell’Ovo – Zamek Jajeczny (XII i XVI wiek)
  - Castel Nuovo – Nowy Zamek, rozbudowany przez aragońskich władców Neapolu (XIII, XV, XVII wiek) z renesansowym bogato rzeźbionym łukiem triumfalnym Alfonsa V Aragońskiego oraz Kaplicą Palatyńską (Cappella Palatina)
- liczne zabytkowe kościoły ciekawe architektonicznie:
  - S. Maria del Carmine (XIII, XVIII wiek)
  - S. Domenico Maggiore (XIII, XVII wiek)
  - S. Maria la Nova (XIII–XVI wiek)
  - S. Giovanni a Carbonara (XIII–XVI wiek)
  - S. Lorenzo (XIII, XVIII wiek)
  - S. Agostino alla Zecca (XIV, XVII, XVIII wiek)
  - S. Chiara (XIV i XVIII wiek, po wojnie odbudowany)
  - S. Anna dei Lombardi zwany Monteoliveto (XV, XVI wiek)
  - S.S. Severino e Sossio (XV, XVI wiek)
  - S. Maria Donnaregina (Kościół barokowy – XVII wiek)
  - Gerolomini (Kościół barokowy – XVI, XVII wiek)
  - S. Filippo Neri (XVI–XVIII wiek)
  - S. Annunziata (XVIII wiek)
  - S. Francesco di Paolo (1817-46)
  - S. Giacomo degli Spanoli (Kościół renesansowy – XVI wiek)
  - Gesù Nuovo (Kościół renesansowy – XVI, XVII wiek)
- gotycka katedra (XIII–XV wiek) z kaplicą św. Januarego
- pałace:
  - Palazzo di Capodimonte (pałac barokowy – XVIII wiek) z Nazionale Galleria di Capodimonte kolekcje malarstwa (Mantegna, Tycjan i inni)
  - Palazzo Como (pałac renesansowy – XV wiek)
  - Palazzo Gravina (pałac renesansowy – XV wiek)
  - Palazzo Salerno (pałac barokowy – XVIII wiek)
  - Palazzo Reale (królewski pałac barokowy – XVII-XIX wiek)
- Certosa di San Martino (klasztor zakonu kartuzów – XIV wiek)
- katakumby (Catacombe di San Gennaro, Catacombe di San Gaudioso)
- Pompeje – odkrycia archeologiczne
- Campi Flegrei, Solfatara

UNESCO wpisało zabytkową część Neapolu na listę światowego dziedzictwa kulturalnego i przyrodniczego.

## Sport
Najbardziej utytułowanym klubem piłkarskim jest tutaj SSC Napoli, założony w sierpniu 1926 roku i mający na swoim koncie cztery tytuły mistrzowskie Serie A. Klub gra na Stadio Diego Armando Maradona (nazwa zmieniona w 2020 roku).

## Polonica
- Pierwszym znanym Polakiem, który odwiedził Neapol, był Jan Lasocki, który udał się do miasta w 1448 roku po uzyskaniu doktoratu z prawa kanonicznego w Padwie.
- 6 grudnia 1517, ślub per procura i wesele w Castel Capuano między Zygmuntem Jagiellończykiem a Boną Sforzą; króla polskiego reprezentował  Stanisław Ostroróg.
- W 1790 roku Neapol odwiedził Stanisław Staszic.
- W 1836 roku miasto odwiedził Juliusz Słowacki, który zamieszkał w domu przy Via Santa Lucia 116.
- W 1886 roku w mieście przebywał Henryk Sienkiewicz, który zamieszkał przy Via Partenope w Hotelu Hasslera.
- W latach 1955–2000 w Neapolu przy via Francesco Crispi 69 mieszkał pisarz Gustaw Herling-Grudziński, który został pochowany na cmentarzu Poggioreale. Na Villa Ruffo, w której mieszkał (obecnie konsulat RFN), umieszczono tablicę pamiątkową odsłoniętą uroczyście przez prezydentów Włoch, Polski i Niemiec.
- od 2016 do 2024 roku Piotr Zieliński był zawodnikiem klubu SSC Napoli.

## Miasta partnerskie
Miasta partnerskie Neapolu:
| - Grecja: Ateny - Węgry: Budapeszt - Rumunia: Călărași - Tunezja: Kafsa - Japonia: Kagoshima - Azerbejdżan: Baku |  | - Palestyna: Nablus - Nosy Be, Madagaskar - Hiszpania: Palma de Mallorca, Majorka - Kuba: Santiago de Cuba - Wielka Brytania: Londyn - Indie: Kolkata |  | - Kuba: Prowincja Santiago de Cuba - Rumunia: Sighetu Marmației - Wenezuela: Valencia, Carabobo - Bośnia i Hercegowina: Sarajewo - Stany Zjednoczone: Miami |